# Cantoinet
Le Cantoinet est une rivière française du Massif central qui coule dans les départements du Aveyron. C'est un affluent de la Truyère, donc un sous-affluent de la Garonne par le Lot.

## Géographie
De 11,4 km de longueur, le Cantoinet prend sa source dans le Aveyron commune de Cantoin et rejoint la Truyère sur la commune de Sainte-Geneviève-sur-Argence.

## Départements et communes traversés
- Aveyron : Sainte-Geneviève-sur-Argence, Brommat, Cantoin